# Guangping (socken)
Guangping (kinesiska: 广平乡, 广平) är en socken i Kina. Den ligger i provinsen Shandong, i den östra delen av landet, omkring 77 kilometer väster om provinshuvudstaden Jinan. Antalet invånare är 28 883. Befolkningen består av 14 200 kvinnor och 14 683 män. Barn under 15 år utgör 16,0 %, vuxna 15-64 år 73 %, och äldre över 65 år 9,0 %.
Genomsnittlig årsnederbörd är 861 millimeter. Den regnigaste månaden är juli, med i genomsnitt 255 mm nederbörd, och den torraste är januari, med 5 mm nederbörd.